# Sociétaire (économie sociale)
Un sociétaire est un investisseur en capital et un type particulier d'associé auprès d'une structure de l'économie sociale.
Il est propriétaire (ou titulaire) d'une part sociale, qui lui ouvre des prérogatives dans le fonctionnement d'une entreprise coopérative, comme dans une banque coopérative, d'une coopérative de consommation, d'une société coopérative et participative (Scop) ou d'une société coopérative d'intérêt collectif (Scic).

## Statut coopératif
Le statut de sociétaire vis-à-vis de la société s'apparente parfois davantage à celui d'un investisseur (par l'apport de ses capitaux) qu'à celui d'un propriétaire. À ce titre, il détient un titre de propriété d'une entreprise coopérative, nommé la part sociale, dont chacune représente une fraction de son capital. Il est donc copropriétaire — avec d'autres sociétaires — de la totalité de ce capital social.
Ce statut attribue au sociétaire « la double qualité », un double rôle de copropriétaire et de client,. Cette notion est, dans les années 2000, « délaissée au profit de celle plus moderne et prétendument plus professionnelle de client ».

## Statut mutualiste
La qualité de sociétaire ne se limite pas au secteur coopératif, puisque le secteur mutualiste dénomme également ses cotisants, des sociétaires. Ce statut peut être détenu par une personne physique ou une personne morale de droit privé (entreprise, association) ou public, comme un État, ou une collectivité territoriale.
En France, 95% des sociétaires le sont auprès d'une coopérative bancaire,.

## Prérogatives
Le statut de sociétaires accorde à son détenteur des prérogatives de trois ordres. Des droits politiques (droit de vote en assemblée générale, droit à l'information), pécuniaires (droit à l'intérêt aux parts sociales, ristourne coopérative) et patrimoniaux (droit de céder ses parts sociales).

### Prérogatives politiques

#### Participation aux assemblées générales
L’assemblée générale des sociétaires décide lors d'une assemblée générale ordinaire de l'affectation du résultat et du montant éventuel de l'intérêt aux parts sociales. Elle intervient dans la gestion par le biais du conseil d'administration qu’elle nomme. Celui-ci fixe les orientations politiques et choisit la direction générale.
L’assemblée générale extraordinaire permet aux sociétaires de voter pour des modifications statutaires.

#### Droit de vote
Les coopérateurs sociétaires disposent, lors de l'assemblée générale, d'un unique droit de vote indépendamment du nombre de parts sociale détenue. Il est défini par une personne, une voix, par opposition à une action, une voix en ce qui concerne l'entreprise capitalistique conventionnelle détenue par des actionnaires. L'entreprise coopérative n'est de ce fait pas soumis à la menace d’une offre publique d'achat.

### Prérogatives pécuniaires

#### Lucrativité limitée
La rémunération des parts sociales est par principe limitée, tout comme les réserves qui sont impartageables. Le sociétaire ne peut bénéficier de l’accroissement de valeur de l'entreprise. La logique de la capitalisation boursière n’a pas sa correspondance dans une coopérative.

## Spécificités
Le statut juridique de la société coopérative et participative (Scop) est caractérisé par la détention minimale de son capital sociale au moins à 50 % et au moins à 65 % des droits de vote par des sociétaires salariés de l'entreprise.
Celui de la société coopérative d'intérêt collectif (Scic), l'est par son multi-sociétariat composé au minima de trois catégories de sociétaires différents,.
La cotisation d'assurance auprès d'une mutuelle de santé, accorde directement le statut de sociétaire, y compris en l'absence de détention d'un part du capital de la mutuelle.